# Bilo (Dimitrovgrad)
Bilo (cirill betűkkel Било) egy falu Szerbiában, a Piroti körzetben, a Dimitrovgradi községben.

## Népesség
- 1948-ban 354 lakosa volt.
- 1953-ban 354 lakosa volt.
- 1961-ben 258 lakosa volt.
- 1971-ben 128 lakosa volt.
- 1981-ben 67 lakosa volt.
- 1991-ben 27 lakosa volt
- 2002-ben 14 lakosa volt, akik közül 5 bolgár (35,71%), 8 nem nyilatkozott (57,15%) és 1 ismeretlen.